# Венецианският търговец (филм)
Венецианският търговец (на английски: The Merchant of Venice) е романтичен драматичен филм от 2004 г., базиран на едноименната пиеса на Шекспир. Той е първият пълнометражен звуков филм на английски на пиесата на Шекспир; повечето други версии са записани продукции, направени за телевизията. От 1927 г. датира ранна звукова деветминутна продукция на сцената с делото с Люис Касън като Шайлок и Сибил Торндайк (съпругата на Касън) като Порция.
Адаптацията от 2004 г. следва текста много отблизо, като само от време на време изпуска стихове. Режисьорът, Майкъл Радфорд, вярва, че Шайлок е първият трагичен герой на Шекспир, който стига до личната катастрофа поради собствените си недостатъци: и вследствие на това филмът не показва Шайлок само като злодей, а отчасти и като жертва. Той започва с текст и монтаж за това как еврейската общност е сегрегирана от християнското население на Венеция. Един от последните кадри във филма също акцентира върху обстоятелството, че като покръстен, Шайлок щял да бъде изгонен от еврейската общност във Венеция и тя няма повече да му позволи да живее в гетото.
Филмът е копродукция между Великобритания, САЩ, Италия и Люксембург.

## Сюжет
Филмът започва със сюжета на венецианския живот през 1596 г., акцентирайки върху сегрегацията на евреите в гетото. Думи на екрана информират публиката за антиюдаизма на онова време, описвайки системата на гетото и еврейското лихварство. Шайлок и Антонио се виждат сред тълпа, наблюдаваща евреи хвърляни в канала от моста Риалто.
Филмът следва отблизо сюжетът на пиесата на Шекспир. Има няколко значителни поправки: в акт III, сцена I, Тубал казва на Шайлок, че в Генуа, един човек „ми показа пръстен, който е получил от дъщеря ти срещу маймуна“. Шайлок отвръща: "Ти ме измъчваш, Тубал: Той беше моя тюркоаз, аз го получих от Лея, когато бях ерген; не бих го дал за цяла пустош от маймуни". За него повече не се говори. В добавена сцена на края на филма обаче има кадър от близо на тюркоазения пръстен на пръста на Джесика, което подсказва, че Шайлок е направил погрешно заключение.
Друга значителна поправка е, че не показва Антонио да получава добрите вести (на гръцки евангелията), а три от корабите му не са корабокруширали в крайна сметка, а са безопасно завърнали се в края на филма.

## Реакции
Венецианският търговец получава като цяло положителни отзиви, с рейтинг от 73% в Rotten Tomatoes и среден резултат от 63/100 в Metacritic. Повечето критици хвалят интерпретацията на героя на Шайлок от Майкъл Радфорд и Ал Пачино, както и мрачния, реалистичен изглед на улиците на Венеция, за който продукционният дизайнер Бруно Рубео е почетен от Италианския национален синдикат на филмовите журналисти.
През 2005 г. филмът има кралска премиера в присъствието на принц Чарлз и получава номинация на БАФТА за най-добър дизайн на костюми.
Световните приходи възлизат на около $21,4 млн., при бюджет на продукцията от $30 млн.